# 流言 (書籍)
《流言》，是張愛玲的散文集，最初在1944年由雜誌社出版，封面由她的好友炎櫻設計。

## 收錄散文
- 天才夢
- 到底是上海人
- 洋人看京戲及其他
- 更衣記
- 公寓生活記趣
- 道路以目
- 必也正名乎
- 借銀燈
- 銀宮就學記
- 燼烬余録
- 談女人
- 存稿
- 論寫作
- 愛
- 有女同車
- 走！走到樓上去
- 自己的文章
- 夜營的喇叭
- 童言無忌
- 造人
- 打人
- 私語
- 説胡蘿卜
- 炎櫻語録
- 写什麼
- 詩與胡説
- 中國人的宗教
- 忘不了的畫
- 傳奇再版的話
- 談音樂
- 談跳舞
- 被窩
- 關於傾城之戀的老實話
- 羅蘭觀感
- 汪宏聲記張愛玲書後
- 致力報編者
- 雨傘下
- 談畫
- 不得不説的廢話
- 「巻首玉照」及其他
- 雙聲
- 氣短情長及其他
- 秘密
- 丈人的心
- 炎櫻衣譜
- 我看蘇青
- 吉利
- 天地人
- 姑姑語録
- 寄讀者
- 中國的日夜
- 有幾句話同讀者説
- 華麗緣
- 太太万岁題記